# Ptinus palliatus
Ptinus palliatus é uma espécie de insetos coleópteros polífagos pertencente à família Anobiidae.
A autoridade científica da espécie é Perris, tendo sido descrita no ano de 1847.
Trata-se de uma espécie presente no território português.